# البنك العثماني

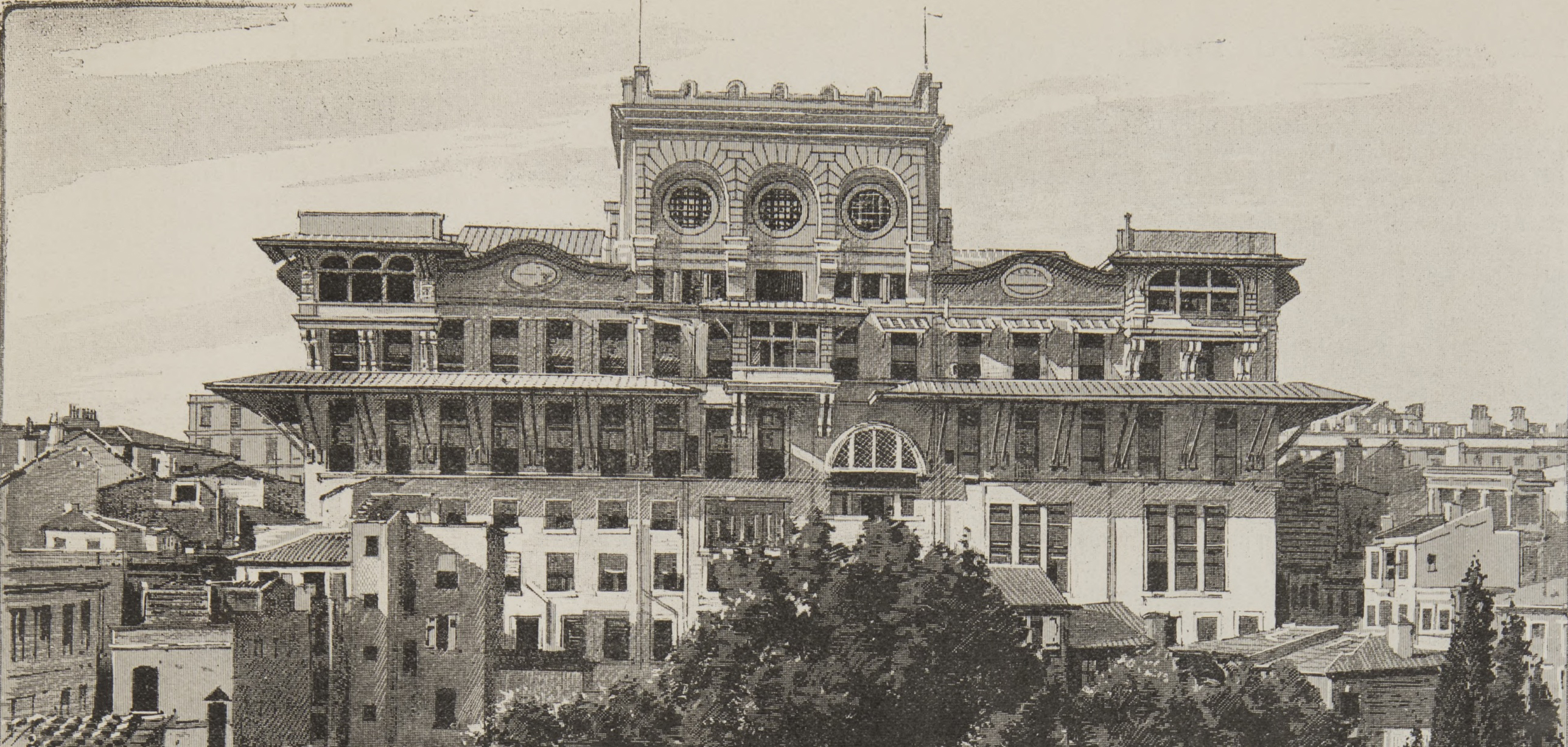
مقر البنك العثماني، 1896.

البنك العثماني (بالتركية: Osmanlı Bankası) تأسس في العام 1856 في إسطنبول عاصمة الدولة العثمانية كشركة مشتركة تمثل بريطانيا وبنك باريس وهولندا الفرنسي والحكومة العثمانية ليصير اسمه البنك الإمبراطوري العثماني.
تم تشغيله كبنك إمبريالي يمثل الدولة العثمانية حيث تميز كبنك للدولة كما صار أشبه ببنك مركزي محتكرا سلطة إنشاء الأوراق النقدية العثمانية ليعمل بهذه الصفة حتى العام 1924. وفي يونيو 1996 اشترته مجموعة مالية تركية في وقت انحصرت فيه أعماله في تركيا بشكل رئيسي. وفي العام 2001 صار جزئا من بنك غاراناتي Garanti Bank.

## الفروع
مركز البنك الرسمي كان العاصمة البريطانية لندن فيما كان فرعه الرئيس إسطنبول وكانت له فروع في عدد من المدن الواقعة تحت سلطة الدولة العثمانية لتصل في العام 1911 إلى 45 فرعا. منها لندن (1856)، إسطنبول (1856) بيروت (1856)، بوخارست (1861)، سالونيك (1862)، الإسكندرية (1866)، باريس (1868)، بغداد (1862)، دمشق (1875-1921)، طرابلس ليبيا (1906-1912) بنغازي (1911-1912)، تونس (1920)، عمان (1925).

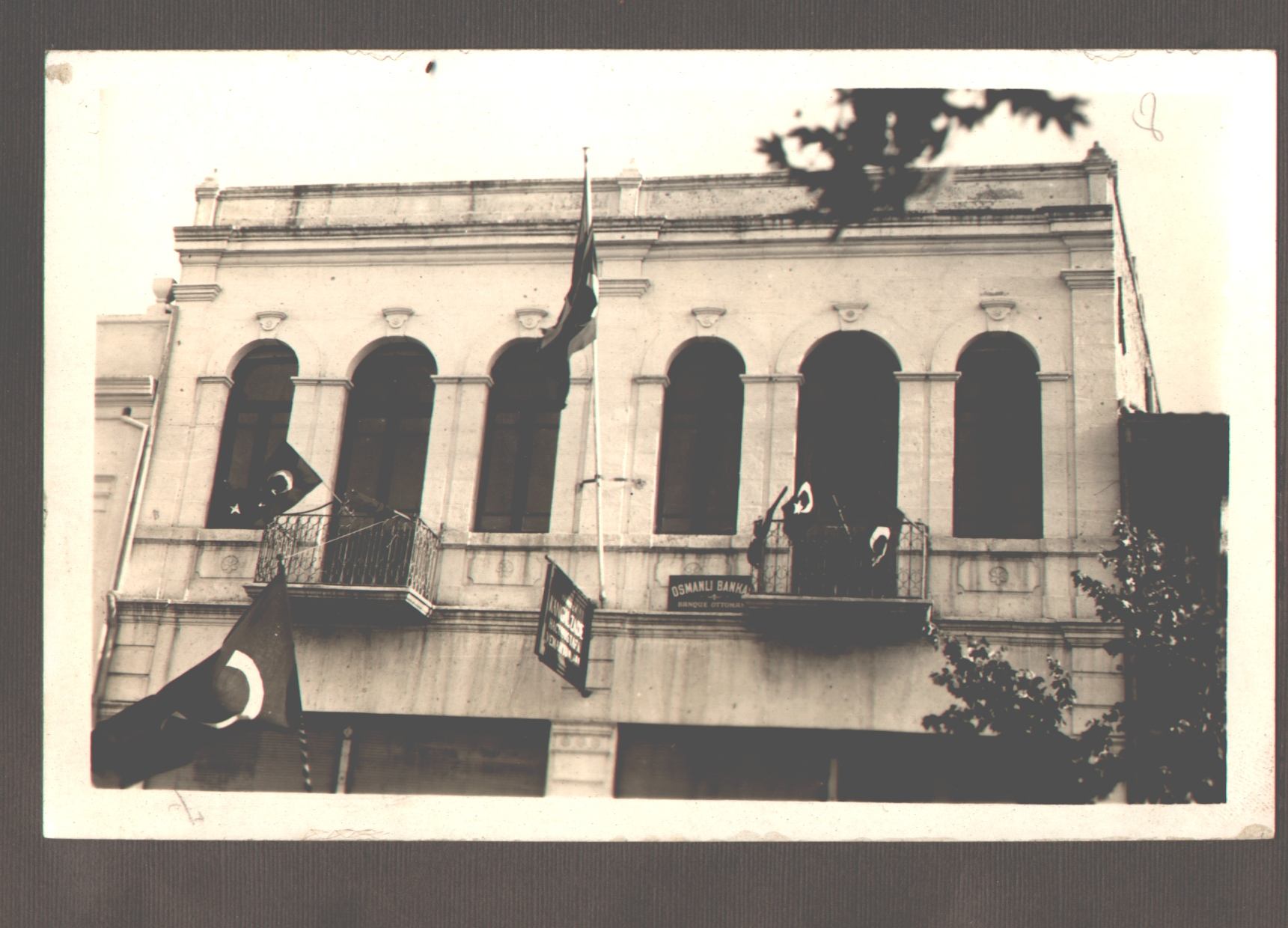
بالق أسير (1930)
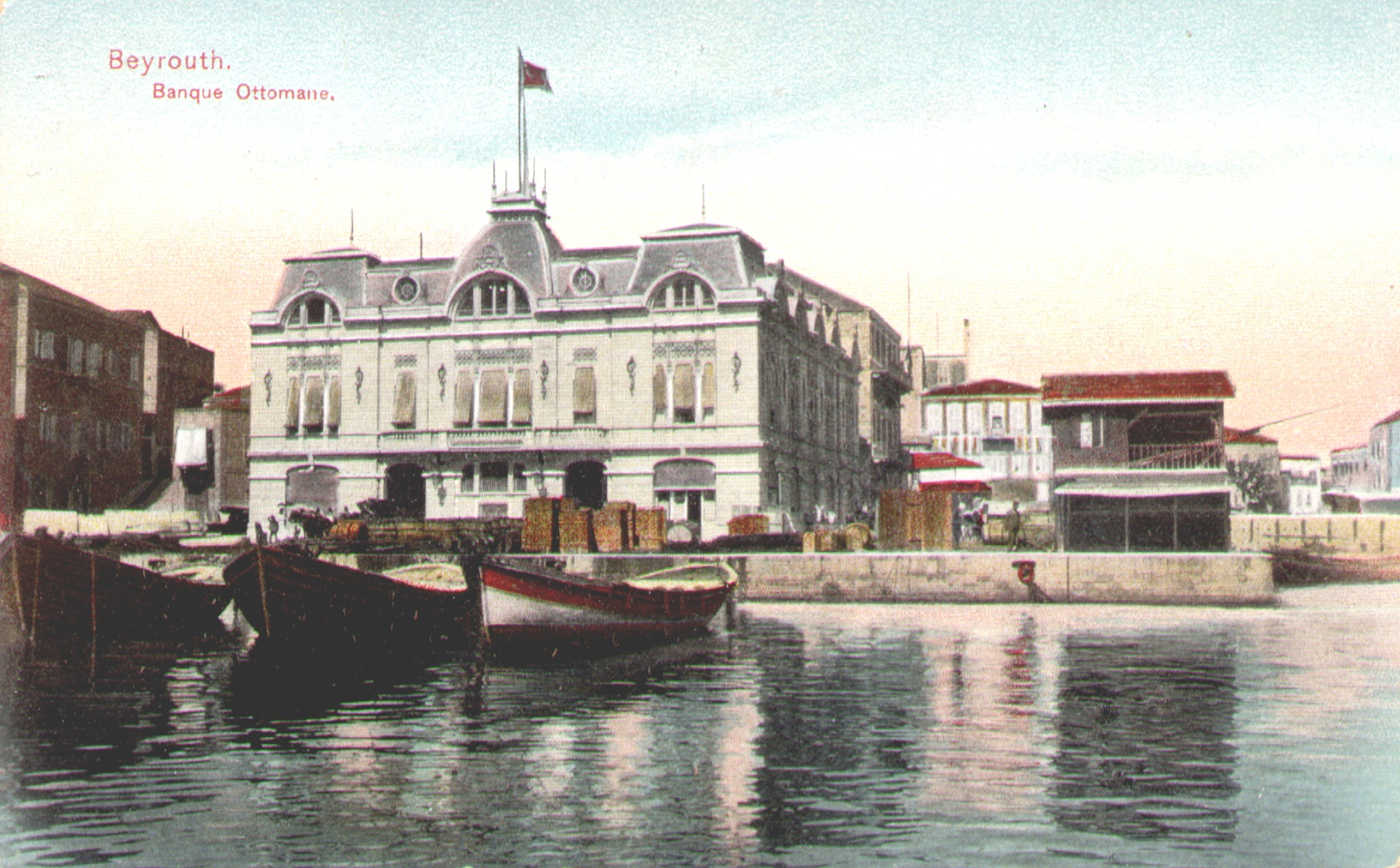
بيروت
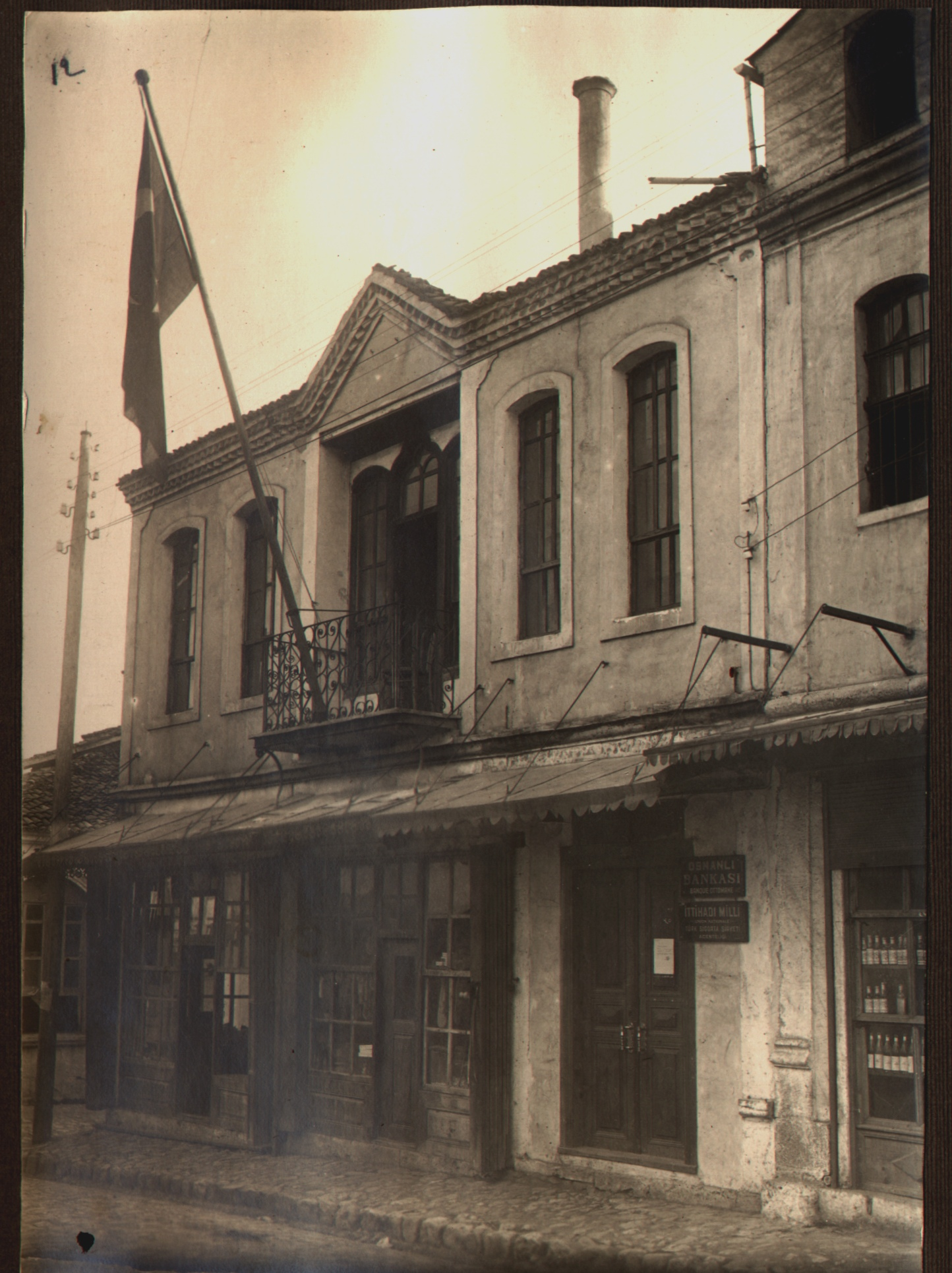
بولو (تركيا) (1930)
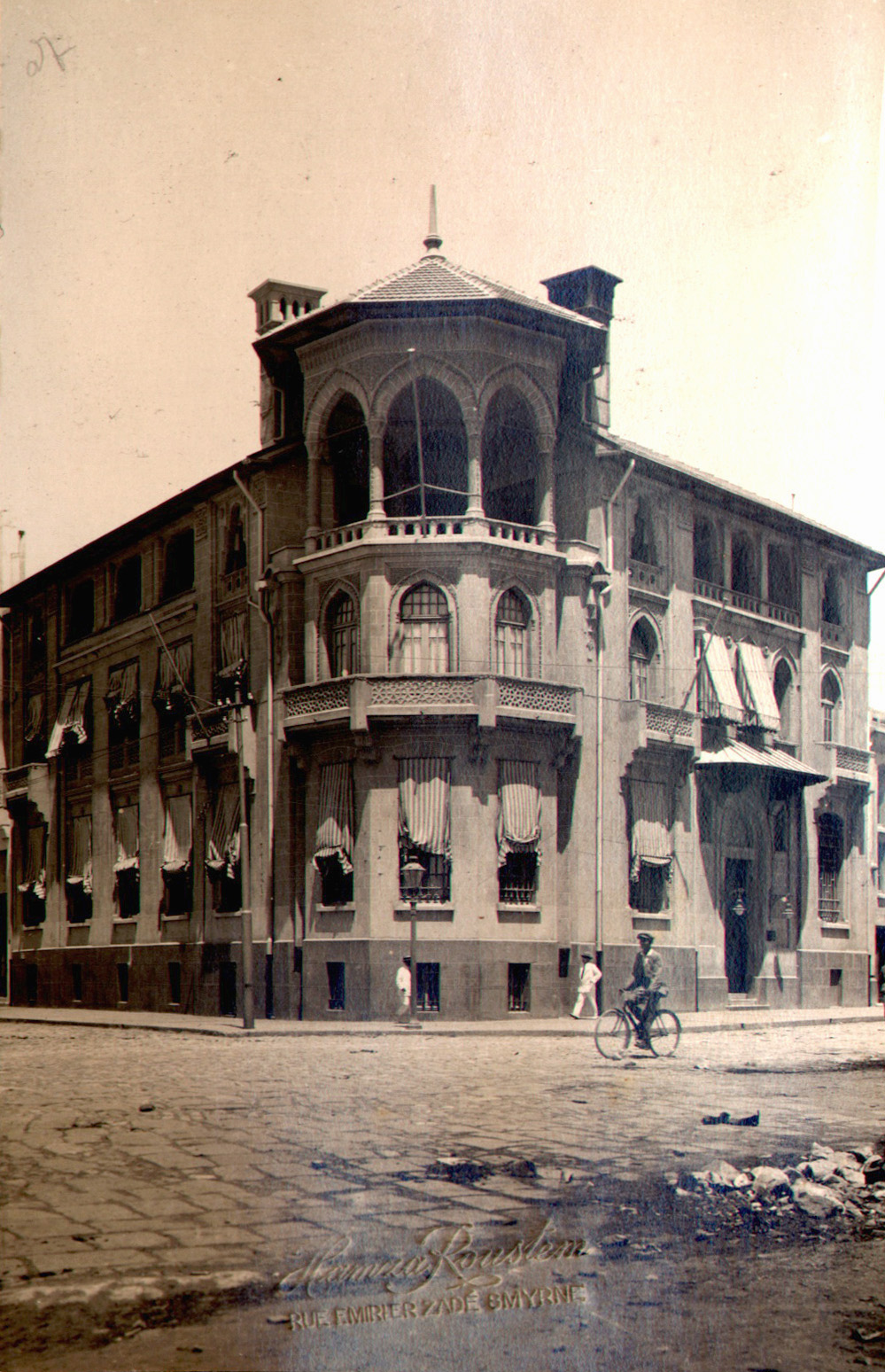
إزمير
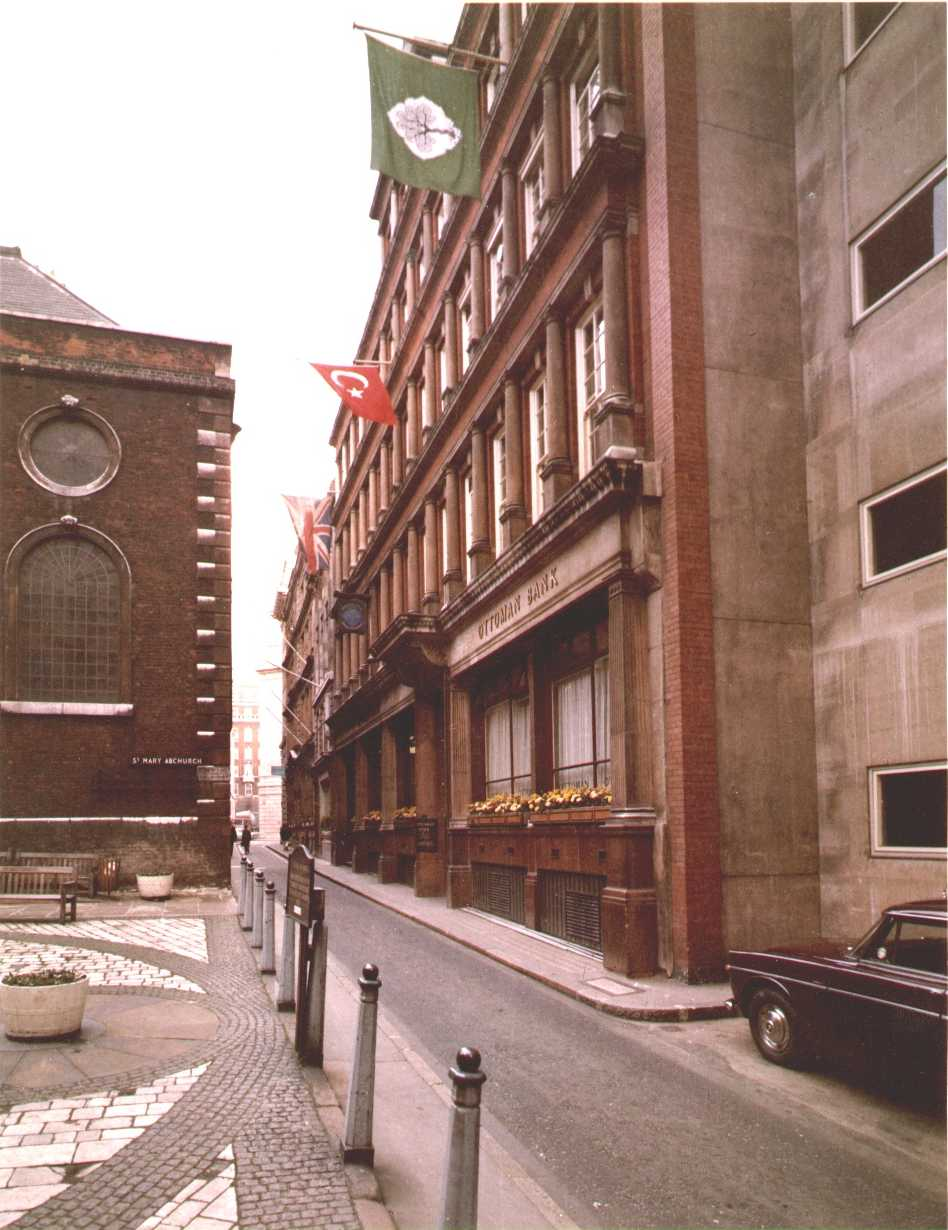
لندن
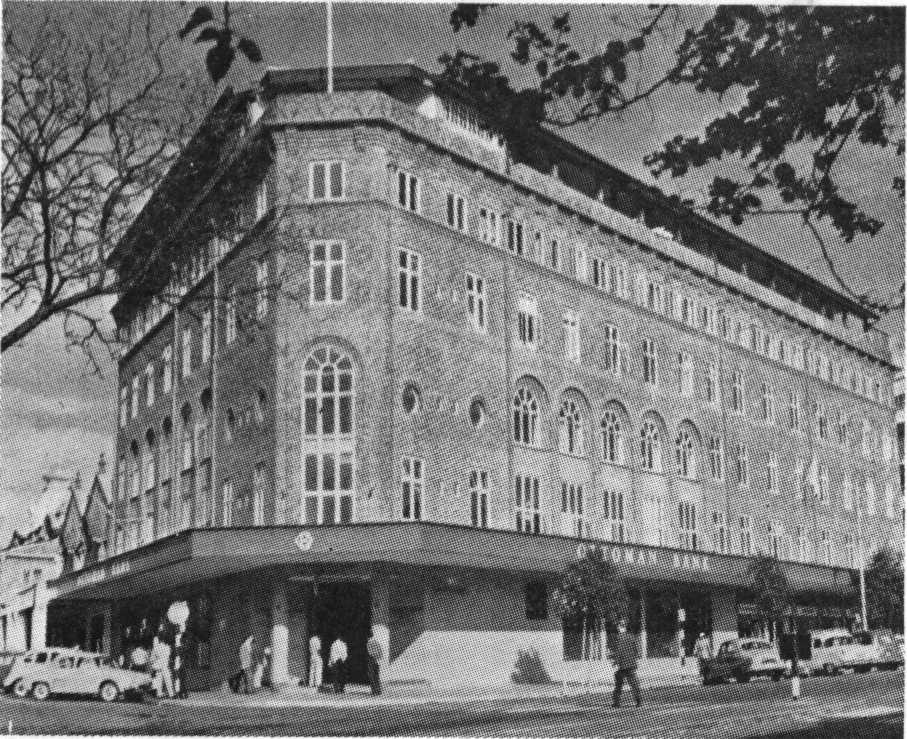
نيروبي (1964)
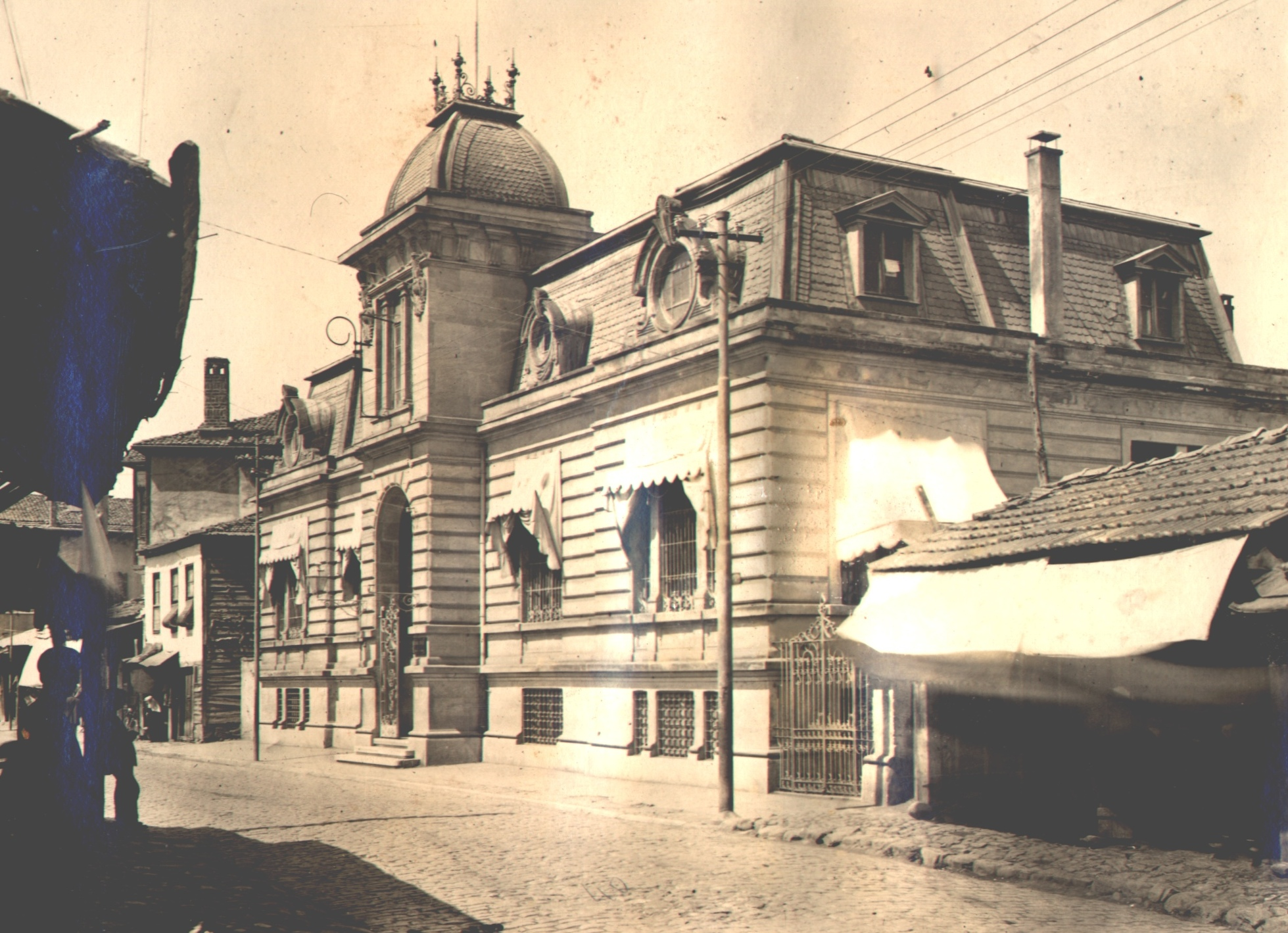
سامسون (1930)
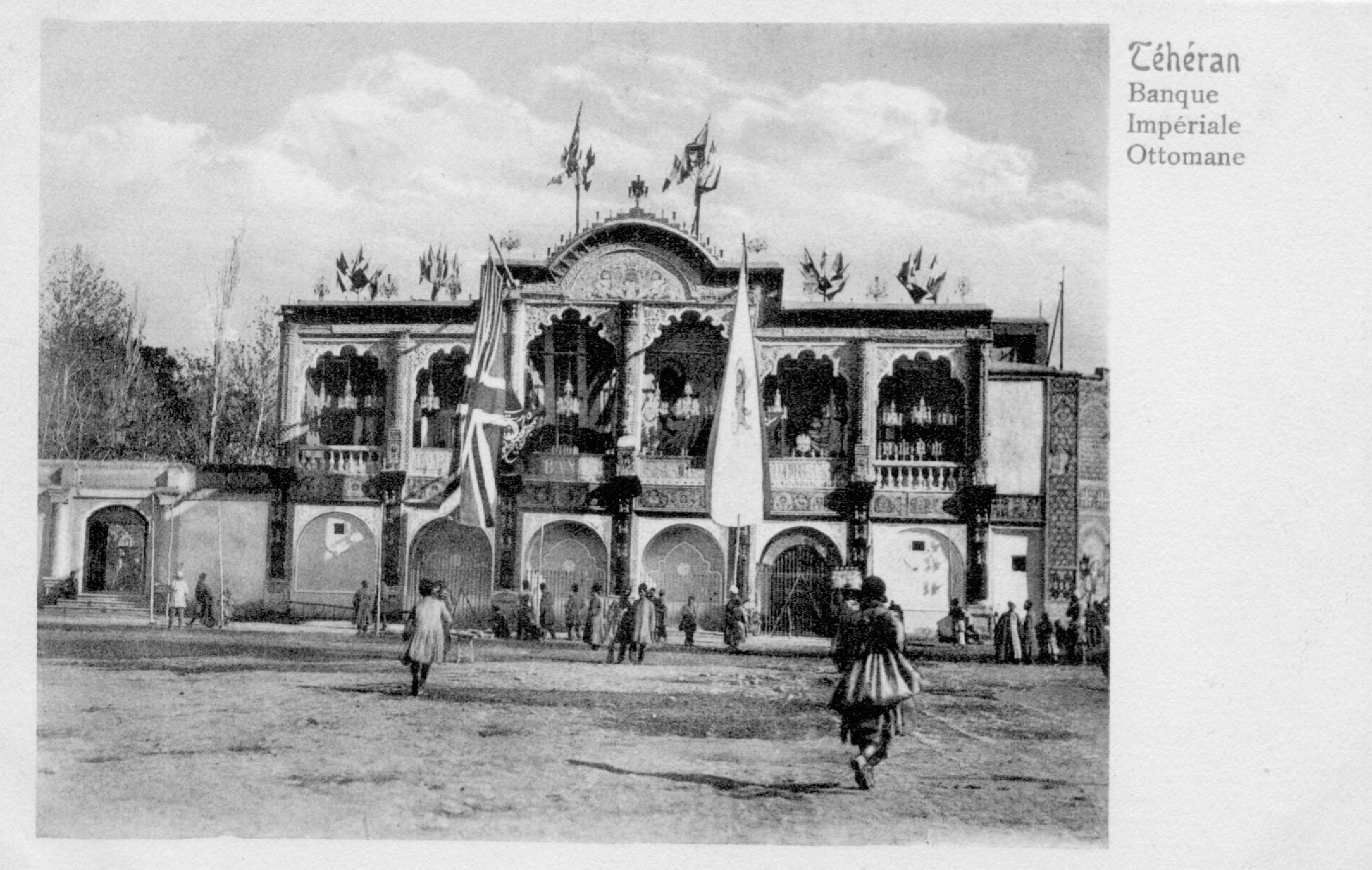
طهران
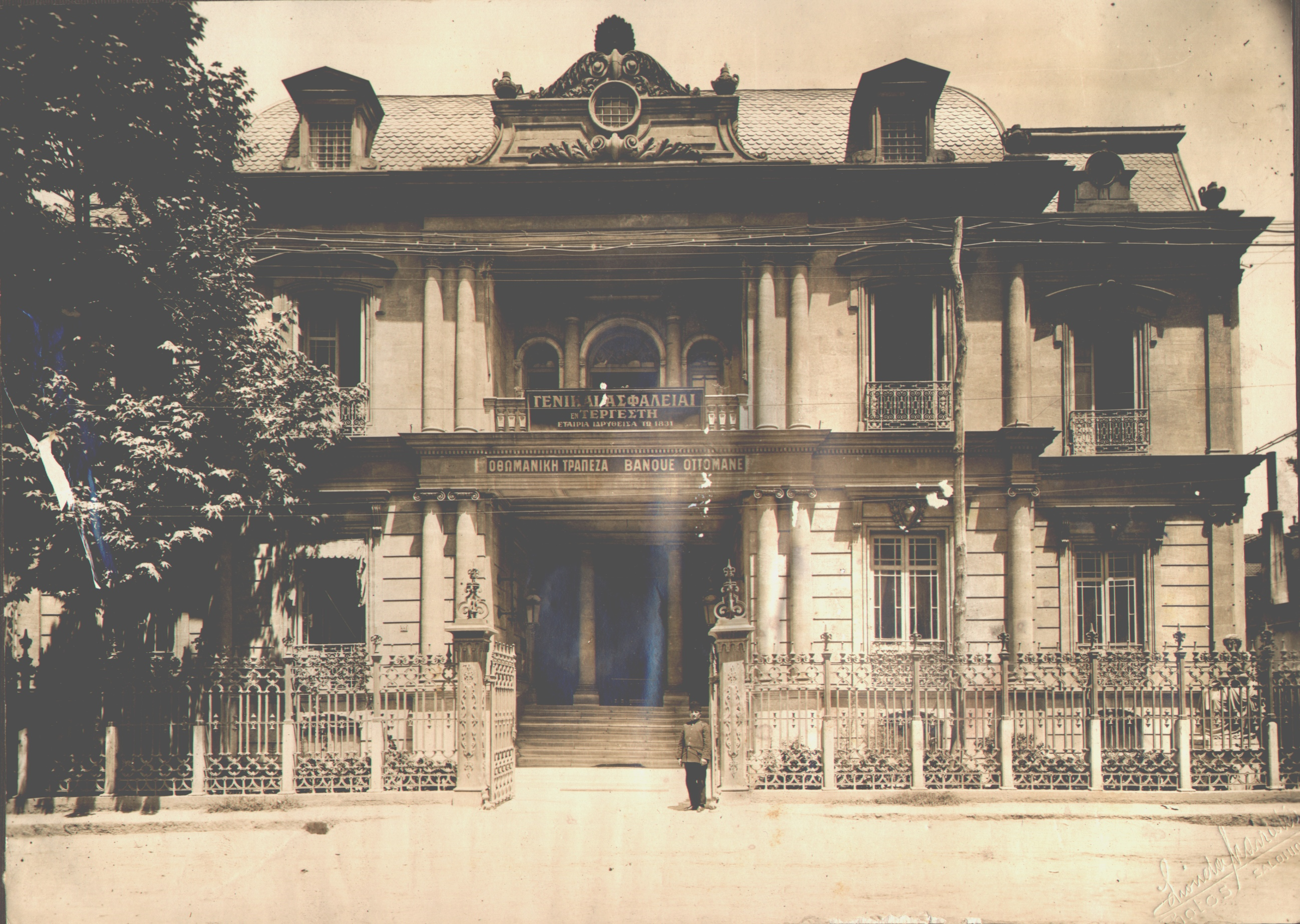
سلانيك (1938)